# 苏勒旺堂区

聖巴泰勒米堂区和街区地图，编号1—20的区域为苏勒旺堂区管辖的街区。

苏勒旺堂区（法語：Sous le Vent，發音：[su lə vɑ̃]，意为“背风”）是法国在加勒比海的海外集体圣巴泰勒米的2个堂区之一（另一个是欧旺堂区），管辖圣巴泰勒米西部的20个街区。